# Joseph-Charles Lefèbvre
Joseph-Charles Lefèbvre (ur. 15 kwietnia 1892 w Tourcoing, zm. 2 kwietnia 1973 w Bourges) – francuski duchowny katolicki, kardynał, arcybiskup Bourges.
Był kuzynem arcybiskupa Marcela Lefebvre, założyciela Bractwa Kapłańskiego św. Piusa X.

## Życiorys
Żołnierz armii francuskiej w czasie pierwszej wojny światowej ranny dostał się do niewoli. Zwolniony do domu po wymianie jeńców w Szwajcarii w 1918 roku. Studiował w Rzymie na Papieskim Uniwersytecie Gregoriańskim. Święcenia kapłańskie przyjął 17 grudnia 1921 roku w Rzymie. W latach 1924 – 1938 był kapłanem diecezji Poitiers. 27 lipca 1938 roku prekonizowany biskupem Troyes. Konsekrowany 11 października 1938 roku w katedrze Poitiers przez Edouarda-Gabriela Mesguena biskupa Poitiers i przez Josepha Heintza] biskupa Metz i Louisa Liagre biskupa La Rochelle. 17 czerwca 1943 roku przeniesiony na stolicę metropolitalną w Bourges. Na konsystorzu 28 marca 1960 roku papież Jan XXIII wyniósł go do godności kardynalskiej z tytułem prezbitera S. Giovanni Battista dei Fiorentini. Brał udział w obradach Soboru Watykańskiego II. Uczestnik konklawe w 1963 roku które wybrało papieża Pawła VI. W latach 1965 – 1969 był przewodniczącym Konferencji Episkopatu Francji. 10 października 1969 roku złożył rezygnację z zarządzania pasterskiego archidiecezją Bourges. Zmarł w Bourges. Pochowano go w archikatedrze metropolitalnej Bourges.